# Reincarnation
Reincarnation è il quinto album della band giapponese power metal Galneryus, pubblicato il 10 settembre 2008 sotto etichetta VAP.

## Tracce
1. Owari Naki, Konoshi – 7:27
2. Blast of Hell – 6:19
3. Blame Yourself – 7:40
4. Shining Moments – 4:37
5. Against the Domination – 4:34
6. Wind of Change – 7:17
7. No Exit – 6:23
8. Stardust – 5:23
9. Face to the Real – 6:59
10. Seasons Cry – 5:58
11. Fairy Tale – 6:05
12. The Flag of Reincarnation – 8:51

## Formazione
- Yama-B - voce
- Syu - chitarra
- Yu-To - basso
- Junichi Sato - batteria
- Yuhki - tastiere